# روبي (رسوم متحركة)
روبي (RWBY) هو مسلسل رسوم متحركة من تأليف مونتي أوم و إنتاج روستر تيث.

## القصة
في عالم ريمنانت، عاشت البشرية تحت تهديد الوحوش الضارية المسماة غريم، إلى أن تم اكتشاف داست، العنصر الغامض الذي ساعد البشرية في مقاتلة الغريم. حالياً، يتم استخدام داست في العديد من الأسلحة والقدرات الخاصة، والذين يسخرونها من أجل مقاتلة الغريم يلقبون بالصيادين.

## الشخصيات

### فريق RWBY
- روبي روز
- وايس شني
- بليك بيلادونا
- يانغ شاو لونغ

### فريق JNPR
- جون آرك
- نورا فالكيري
- بيرا نيكوس
- لاي رين

### طاقم أكاديمية بيكون
- بروفسور أوزبين
- غليندا غودويتش
- بروفسور بيتر بورت
- دكتور بارثولوميو أوبليك

## وصلات خارجية
- روبي على موقع IMDb (الإنجليزية)
- روبي على موقع كينوبويسك (الروسية)
- روبي على موقع ميوزك برينز (الإنجليزية)
- روبي على موقع قاعدة بيانات الفيلم (الإنجليزية)

- الموقع الرسمي
- صفحة IMDb